# Anděla Haida
Anděla Haida, rozená Beníčková (8. října 1913 Bánov - 7. dubna 2018 Anglie) byla československá válečná veteránka, příslušnice Ženských pomocných leteckých sborů (WAAF) a nositelka české Medaile Za hrdinství.
Do WAAF vstoupila jako dobrovolnice 31. prosince 1942. Po absolvování základního výcviku pracovala jako řidička. Po roce byla ze zdravotních důvodů propuštěna do civilu. Po skončení druhé světové války zůstala ve Spojeném království. Se svým mužem, Karlem Antonínem Haidou, žila v severním Londýně. 16. června 2017 jí prezident České republiky Miloš Zeman, při příležitosti pracovní návštěvy Spojeného království Velké Británie a Severního Irska, udělil medaili Za hrdinství.